# Alina Melnyk
Alina Melnyk (en ucraniano: Аліна Мельник, Leópolis, 17 de mayo de 2005) es una deportista ucraniana que compite en gimnasia rítmica, en la modalidad de conjuntos.
Ganó una medalla de bronce en el Campeonato Mundial de Gimnasia Rítmica de 2023 y una medalla de bronce en el Campeonato Europeo de Gimnasia Rítmica de 2024, ambas en la prueba de 3 con cinta + 2 con pelota.

## Palmarés internacional
| Campeonato Mundial | Campeonato Mundial | Campeonato Mundial | Campeonato Mundial         |
| Año                | Lugar              | Medalla            | Prueba                     |
| ------------------ | ------------------ | ------------------ | -------------------------- |
| 2023               | Valencia (España)  | Medalla de bronce  | 3 con cinta + 2 con pelota |
| Campeonato Europeo |                    |                    |                            |
| Año                | Lugar              | Medalla            | Prueba                     |
| 2024               | Budapest (Hungría) | Medalla de bronce  | 3 con cinta + 2 con pelota |